# Стимсма, Грег
Гре́гори «Грег» Сти́мсма (англ. Gregory "Greg" Stiemsma; род. 29 сентября 1985 года в Рэндольфе, штат Висконсин, США) — американский профессиональный баскетболист, выступавший в Национальной баскетбольной ассоциации. Играл на позиции центрового. В 2008 году выставил свою кандидатуру на драфт НБА, однако не был выбран ни одной из команд.

## Школа
Стимсма выступал за школьную команду «Рэндольф Рокетс», в составе которой трижды побеждал в своём дивизионе. В свой последний год в школе Стимсма был на 37-м месте в рейтинге перспективных школьников, опережая таких игроков, как Эл Хорфорд, Рой Хибберт, Джефф Грин и Джоаким Ноа.

## Колледж
Стимсма отыграл 4 сезона за Висконсинский университет в Мадисоне. В январе 2006 года Грег был отлучён от команды за академическую неуспеваемость, после этого у Стимсмы была диагностирована депрессия.

## НБА
19 декабря 2011 года Стимсма подписал контракт с «Бостон Селтикс». Его дебютная игра состоялась 28 декабря 2011 года, он вышел на паркет против «Нью-Орлеан Хорнетс». Стимсма поставил 6 блок-шотов, что стало рекордом для дебютного матча среди всех игроков «Селтикс».
21 июля 2012 года игрок подписал предложение клуба «Миннесота Тимбервулвз». С этого момента у «Селтикс» было три дня на то, чтобы предложить ему новый контракт, однако клуб не стал этого делать, а сам Стимсма на правах ограниченного свободного агента перешёл в «Миннесоту». Официальной датой заключения контракта стало 2 августа 2012 года.
10 июля 2013 года Стимсма заключил контракт с «Нью-Орлеан Пеликанс».

## Статистика

### Статистика в НБА
| Сезон                                                                                    | Команда    | Регулярный сезон | Регулярный сезон | Регулярный сезон | Регулярный сезон | Регулярный сезон | Регулярный сезон | Регулярный сезон | Регулярный сезон | Регулярный сезон | Регулярный сезон | Регулярный сезон | Серия плей-офф | Серия плей-офф | Серия плей-офф | Серия плей-офф | Серия плей-офф | Серия плей-офф | Серия плей-офф | Серия плей-офф | Серия плей-офф | Серия плей-офф | Серия плей-офф |
| Сезон                                                                                    | Команда    | GP               | GS               | MPG              | FG%              | 3P%              | FT%              | RPG              | APG              | SPG              | BPG              | PPG              | GP             | GS             | MPG            | FG%            | 3P%            | FT%            | RPG            | APG            | SPG            | BPG            | PPG            |
| ---------------------------------------------------------------------------------------- | ---------- | ---------------- | ---------------- | ---------------- | ---------------- | ---------------- | ---------------- | ---------------- | ---------------- | ---------------- | ---------------- | ---------------- | -------------- | -------------- | -------------- | -------------- | -------------- | -------------- | -------------- | -------------- | -------------- | -------------- | -------------- |
| 2011/12                                                                                  | Бостон     | 55               | 3                | 13,9             | 54,5             | -                | 70,7             | 3,2              | 0,5              | 0,7              | 1,5              | 2,9              | 19             | 0              | 7,5            | 66,7           | -              | 66,7           | 2,2            | 0,3            | 0,2            | 0,6            | 1,5            |
| 2012/13                                                                                  | Миннесота  | 76               | 19               | 15,9             | 45,7             | -                | 76,8             | 3,4              | 0,4              | 0,6              | 1,2              | 4,0              | Не участвовал  | Не участвовал  | Не участвовал  | Не участвовал  | Не участвовал  | Не участвовал  | Не участвовал  | Не участвовал  | Не участвовал  | Не участвовал  | Не участвовал  |
| 2013/14                                                                                  | Нью-Орлеан | 55               | 20               | 18,3             | 57,4             | 0,0              | 59,4             | 4,1              | 0,7              | 0,6              | 1,0              | 2,9              | Не участвовал  | Не участвовал  | Не участвовал  | Не участвовал  | Не участвовал  | Не участвовал  | Не участвовал  | Не участвовал  | Не участвовал  | Не участвовал  | Не участвовал  |
| 2014/15                                                                                  | Торонто    | 17               | 0                | 3,9              | 75,0             | -                | 50,0             | 0,9              | 0,2              | 0,1              | 0,0              | 0,8              | 1              | 0              | 2,0            | 100,0          | -              | 50,0           | 0,0            | 0,0            | 0,0            | 0,0            | 5,0            |
|                                                                                          | Всего      | 203              | 42               | 15,0             | 50,9             | 0,0              | 70,5             | 3,3              | 0,5              | 0,6              | 1,1              | 3,2              | 20             | 0              | 7,3            | 70,0           | -              | 62,5           | 2,1            | 0,3            | 0,2            | 0,6            | 1,7            |
| Наведите курсор мыши на аббревиатуры в заголовке таблицы, чтобы прочесть их расшифровку. |            |                  |                  |                  |                  |                  |                  |                  |                  |                  |                  |                  |                |                |                |                |                |                |                |                |                |                |                |

### Статистика в Джи-Лиге
| Сезон                                                                                    | Команда          | Регулярный сезон | Регулярный сезон | Регулярный сезон | Регулярный сезон | Регулярный сезон | Регулярный сезон | Регулярный сезон | Регулярный сезон | Регулярный сезон | Регулярный сезон | Регулярный сезон | Серия плей-офф | Серия плей-офф | Серия плей-офф | Серия плей-офф | Серия плей-офф | Серия плей-офф | Серия плей-офф | Серия плей-офф | Серия плей-офф | Серия плей-офф | Серия плей-офф |
| Сезон                                                                                    | Команда          | GP               | GS               | MPG              | FG%              | 3P%              | FT%              | RPG              | APG              | SPG              | BPG              | PPG              | GP             | GS             | MPG            | FG%            | 3P%            | FT%            | RPG            | APG            | SPG            | BPG            | PPG            |
| ---------------------------------------------------------------------------------------- | ---------------- | ---------------- | ---------------- | ---------------- | ---------------- | ---------------- | ---------------- | ---------------- | ---------------- | ---------------- | ---------------- | ---------------- | -------------- | -------------- | -------------- | -------------- | -------------- | -------------- | -------------- | -------------- | -------------- | -------------- | -------------- |
| 2008/09                                                                                  | Су-Фолс Скайфорс | 1                | 0                | 13,8             | 33,3             | -                | 100,0            | 6,0              | 0,0              | 0,0              | 1,0              | 6,0              | Не участвовал  | Не участвовал  | Не участвовал  | Не участвовал  | Не участвовал  | Не участвовал  | Не участвовал  | Не участвовал  | Не участвовал  | Не участвовал  | Не участвовал  |
| 2009/10                                                                                  | Су-Фолс Скайфорс | 45               | 44               | 28,0             | 54,1             | 0,0              | 82,1             | 7,1              | 1,2              | 0,7              | 3,6              | 8,8              | 3              | 3              | 31,1           | 57,7           | -              | 88,2           | 10,7           | 0,7            | 1,0            | 4,3            | 15,0           |
| 2011/12                                                                                  | Су-Фолс Скайфорс | 4                | 4                | 36,1             | 50,0             | -                | 66,7             | 10,8             | 1,0              | 1,3              | 4,5              | 9,0              | Не участвовал  | Не участвовал  | Не участвовал  | Не участвовал  | Не участвовал  | Не участвовал  | Не участвовал  | Не участвовал  | Не участвовал  | Не участвовал  | Не участвовал  |
|                                                                                          | Всего            | 50               | 48               | 28,3             | 53,6             | 0,0              | 80,4             | 7,4              | 1,2              | 0,7              | 3,6              | 8,7              | 3              | 3              | 31,1           | 57,7           | -              | 88,2           | 10,7           | 0,7            | 1,0            | 4,3            | 15,0           |
| Наведите курсор мыши на аббревиатуры в заголовке таблицы, чтобы прочесть их расшифровку. |                  |                  |                  |                  |                  |                  |                  |                  |                  |                  |                  |                  |                |                |                |                |                |                |                |                |                |                |                |

### Статистика в NCAA
| Сезон | Команда   | Conf    | Class | GP | GS | MPG  | FG%  | 3P% | FT%  | RPG | APG | SPG | BPG | PPG |
| --- | --------- | ------- | ----- | -- | -- | ---- | ---- | --- | ---- | --- | --- | --- | --- | --- |
| 2004/05 | Висконсин | Big Ten | FR    | 10 | 0  | 2,7  | 83,3 |     | 50,0 | 0,6 | 0,0 | 0,1 | 0,2 | 1,1 |
| 2005/06 | Висконсин | Big Ten | SO    | 16 | 0  | 11,7 | 55,3 | 0,0 | 42,9 | 2,8 | 0,9 | 0,4 | 1,5 | 2,8 |
| 2006/07 | Висконсин | Big Ten | JR    | 34 | 0  | 9,9  | 50,0 |     | 80,8 | 1,6 | 1,1 | 0,1 | 0,9 | 2,2 |
| 2007/08 | Висконсин | Big Ten | SR    | 35 | 7  | 11,5 | 54,8 |     | 82,6 | 3,1 | 0,7 | 0,4 | 1,1 | 3,5 |
| Всего | Всего     | Всего   | Всего | 95 | 7  | 10,0 | 54,5 | 0,0 | 75,9 | 2,3 | 0,8 | 0,2 | 1,0 | 2,7 |
| Наведите курсор мыши на аббревиатуры в заголовке таблицы, чтобы прочесть их расшифровку Статистика приведена с сайта sports-reference.com |           |         |       |    |    |      |      |     |      |     |     |     |     |     |